# Gabriola
Gabriola es un género de lepidópteros geométridos perteneciente a la subfamilia Ennominae, descrita por primera vez en 1904. Es un género bastante aislado, es decir, que consiste en pocas especies relacionadas estructural o filogenéticamente.
El género está restringida en su distribución al oeste de América del Norte, extendiéndose desde el sur de Alaska y Columbia Británica a través del Oeste de Estados Unidos hasta Durango, México.

## Epecies
- Gabriola dyari Taylor, 1904
- Gabriola minima (Hulst, 1896)
- Gabriola minor Rindge, 1974
- Gabriola regularia McDunnough, 1945
- Gabriola sierrae McDunnough, 1945
- Gabriola tenuis Rindge, 1974